# 김성완
김성완(金城完, 1940년 8월 21일~2020년 2월 25일)은 생체고분자·약물전달·유전자치료의 세계적 바이오의약학자이다.

## 학력
- 1963 서울대학교 화학과 졸업
- 1965 서울대학교 대학원 이학석사(물리화학)
- 1969 미국 유타대학 대학원 이학박사(물리화학)

## 경력
- 1999~2020 미국 국립의학아카데미 회원
- 2003~2020 미국 국립공학아카데미 회원
- 2000~2020 미국 유타대학 약학 및 약화학과 석좌교수
- 2002~2020 미국 유타대학 생체공학과 석좌교수
- 2005~2017 한양대학교 생명공학과 석좌교수

## 포상
- 1988 Clemson Award for Basic Research(Society for Biomaterials)
- 1995 Founders Award(Controlled Release Society)
- 2003 호암상 의학부문
- 2014 Terumo Global Science Prize(일본)
- 2018 한국노벨사이언스 과학대상

## 생애 및 업적
김성완 교수는 생체고분자, 약물전달, 유전자치료라는 독창적인 연구분야를 개척하고 이를 통해 난치병 치료의 길을 확장한 세계적인 바이오의약학자다. 
그는 1940년 부산 출생으로 어머니의 조언에 힘입어 화학을 택해 1959년 서울대학교에 진학했다. 서울대에서 석사학위를 받은 다음에는 한국 화학계의 대부 이태규의 동료연구자로서 방한한 적이 있던 유타대학 아이링(Henry Eyring)의 제안으로 유학을 갔다. 1969년 유타대학에서 물리화학으로 박사학위를 취득한 그는 아이링의 소개로 인공장기 연구를 선도하고 있던 같은 대학의 콜프(Willem J. Kolff) 연구실에서 박사후 연구원으로 활동했다. 이는 그의 연구 방향을 생체고분자, 의화학으로 바뀌는 중요한 계기가 되었다. 
1974년부터 유타대학 약학대학 교수로 재직한 그는 학제적 연구, 규모의 연구를 수행했다. 정례적인 국제 컨퍼런스 개최와 함께 1986년에는 화학물질전달제어연구소(Center for Controlled Chemical Delivery)를 세워 3천만 달러가 넘는 연구비를 수주하며 연구집단을 갖추었다. 이때 이래로 그는 유타대학, 네덜란드 트벤테대학(University of Twente), 도쿄대학과 도쿄여자의대 간의 ‘트라이앵글 연구협력’도 활발히 추진했다. 이렇게 규모의 과학연구와 국제적 공동연구를 수행함으로써 다학제에 기반한 새로운 연구분야의 창출로까지 이어졌다. 
그의 중요한 업적의 하나는 생체재료 및 약물전달에 관한 선도적인 연구다. 그가 개발한 혈액 적합성 고분자 재료는 1982년 콜프가 주도한 세계 첫 인공심장 이식수술 성공에 핵심적인 기여를 했다. 이러한 기능성 생체고분자를 다양하게 개발함에 따라 그것들을 약물전달 물질로 이용할 수 있는 새로운 영역이 열렸다. 1997년 Nature에 발표한 연구논문은 2430회 인용되었고, 그는 약물전달시스템(DDS)의 세계적 권위자로서 인정받았다.
다음으로 그는 유전자를 인체세포에 이입하여 치료하는 유전자치료법에 관해서도 탁월한 성과를 냈다. 1996년부터 바이러스 대신에 고분자 기반 유전자 전달체를 이용하여 획기적인 유전자치료법을 개발하고, 유전자치료의 다양한 응용분야를 개척했다. 유전자 전달체를 이용한 전이성 폐암의 치료방법은 그 중요한 성과의 하나였다. 2000년대 들어서는 줄기세포 치료에 유전자 전달물질을 접목시켜 그 효과를 높이는 데도 관심을 기울였다. 
나아가, 그는 자신의 연구성과를 사업화하기 위한 바이오제약 벤처의 창업에 나서기도 했다. 1986년 경피흡수 제제 전문 TheraTech, 1995년 주입형 단백질약물 전달 전문 MacroMed, 2000년 비바이러스성 유전자 전달 전문 Expression Genetics를 창업했다. 이를 통해 패치형 약물전달시스템 Transdermal Patch, 유전자재조합 단백질 전달시스템 OncoGel, 비바이러스성 IL-12 유전자 전달시스템 등을 개발하여 내놓기도 했다. 
그는 830편의 SCI급 연구논문과 38건의 미국특허를 냈으며, 그리고 150명의 신진과학자를 배출했다. 그는 한인으로서는 유일하게 미국의학아카데미와 미국공학아카데미에 동시에 회원으로 선출되는 영예를 안았다. 생체재료와 약물전달의 최고상이라 할 Clemson Award for Basic Research와 Founders Award를 받았으며, 세계적으로 특출난 과학자에게 수여하는 Terumo Global Science Prize와 더불어, 국내 최고 권위를 지닌 호암상(의학부문)과 한국노벨사이언스 과학대상도 수상했다.
김성완 교수는 화학, 의약학, 공학 등 다학제적 연구를 통해 생체고분자 및 약물전달이라는 새로운 연구영역을 개척하고 나아가 바이오제약 벤처를 창업하여 그 성과를 인류의 난치병 치료에 적극 활용하고자 힘쓴 위대한 이론-응용 겸비형 과학자다.